# Platyobria maddeni
Platyobria maddeni är en insektsart som beskrevs av Taylor 1987. Platyobria maddeni ingår i släktet Platyobria och familjen rundbladloppor. Inga underarter finns listade i Catalogue of Life.